# Museo de la Fuerza de Submarinos
El Museo de la Fuerza de Submarinos (MUFS) fundado en 2001 es un museo militar de la Armada Argentina con sede en Playa Grande, junto a la base naval de Mar del Plata, y en la órbita de la red de museos de la defensa bajo la gestión del Ministerio de Defensa.
El museo, creado en 2001 por orden del comandante de la Fuerza de Submarinos, exhibe materiales históricos que pertenecieran a la Fuerza de Submarinos, permitiendo ilustrar la historia de la Fuerza de Submarinos, la Armada Argentina y su participación en la guerra del Atlántico Sur, así como el recuerdo al submarino ARA San Juan (SUSJ).
El establecimiento cuenta con una sala de los submarinos, del buceo, la Armada y un jardín con materiales del buque de salvamento de submarinos ARA Irigoyen y el submarino ARA San Luis.
Fue declarado de interés general por resolución de General Pueyrredón en 2007.